# روبرتو آمودیو
روبرتو آمودیو (انگلیسی: Roberto Amodio؛ زادهٔ ۲۰ اکتبر ۱۹۶۱) بازیکن فوتبال اهل ایتالیا است.
از باشگاه‌هایی که در آن بازی کرده‌است می‌توان به باشگاه فوتبال لچه، باشگاه فوتبال مسینا، باشگاه فوتبال یووه استابیا، باشگاه فوتبال آولینو، و باشگاه فوتبال ناپولی اشاره کرد.